# Сосновый Бор (Артёмовский муниципальный округ)
Сосновый Бор — посёлок в Артёмовском муниципальном округе Свердловской области.

## География
Посёлок Сосновый Бор располагается на левом берегу реки Ирбит, в 24 километрах на восток от города Артёмовского. Восточнее Соснового Бора в Ирбит впадает река Крутая, за которой расположен соседний посёлок Красногвардейский.

### Часовой пояс
Сосновый Бор, как и вся Свердловская область, находится в часовой зоне МСК+2. Смещение применяемого времени относительно UTC составляет +5:00.

## История
Населённый пункт образован в 1930-е годы как место размещения спецпереселенцев.

## Население
| 2002 | 2010  | 2021  |
| ---- | ----- | ----- |
| 1476 | ↘1437 | ↘1350 |

## Инфраструктура
В Сосновом Бору 15 улиц: Береговая, Докучаева, Иванова, Мичурина, Молодёжи, Набережная, Новая, Октябрьская, Победы, Строителей, Тимирязева, Черемушки и Комсомольская; один переулок — Юбилейный.